# Chris Penn
Pour les articles homonymes, voir Penn.
Chris Penn est un acteur américain, né le 10 octobre 1965 à Los Angeles (Californie) et mort le 24 janvier 2006 à Santa Monica (Californie).

## Biographie

### Jeunesse et débuts
Christopher Shannon Penn naît à Los Angeles le 10 octobre 1965. Ses grands-parents du côté paternel sont des émigrés juifs de Lituanie et de Russie. Sa mère est catholique d’origine italienne et irlandaise.

### Carrière
Chris Penn lance sa carrière d’acteur à l’âge de douze ans à Loft Studio. Son premier film est Charlie and the Talking Buzzard, où il donne la réplique à Christopher Hanks.
En 1983, il joue dans Rusty James de Francis Ford Coppola et L'Esprit d'équipe de Michael Chapman. Dans ce dernier, il incarne le meilleur ami du personnage joué par Tom Cruise.
En 1984, Chris Penn apparaît dans la comédie musicale Footloose, incarnant le meilleur ami du personnage joué par Kevin Bacon.
En 1985, il joue le méchant dans le western de Clint Eastwood Pale Rider.
Avec son frère Sean Penn et sa mère Eileen Ryan, il joue dans le drame poignant Comme un chien enragé en 1986.
Penn, qui est ceinture noire de karaté, apparaît dans Best of the Best (1989) en incarnant Travis Brickley, le membre de l’équipe américaine de Taekwondo qui affronte l'équipe de Corée. Il tourne en compagnie de James Earl Jones, Sally Kirkland, Eric Roberts, Phillip Rhee et Simon Rhee. En 1993, il reprend son rôle dans Best of the Best 2.
Parmi ses rôles plus remarquables, on peut citer celui de Eddie « le Gentil » Cabot dans Reservoir Dogs et Nicky Dimes dans True Romance. Les deux personnages ont été écrits par Quentin Tarantino. En 1996, il remporte le prix du meilleur second rôle au Festival international du film de Venise pour Nos funérailles.

### Famille
Christopher Penn est le frère de l'acteur réalisateur Sean Penn et du musicien Michael Penn.
Leur père, Leo Penn, était également acteur et réalisateur, et leur mère, Eileen Ryan, est une actrice.

### Mort
Le 24 janvier 2006, à l'âge de quarante ans, Christopher Penn est retrouvé sans vie dans son appartement californien de Santa Monica, à la suite d'une insuffisance cardiaque conjuguée à une prise de médicaments, la veille de la présentation de The Darwin Awards au Festival du film de Sundance. Penn est enterré au Holy Cross Cemetery à Culver City, Californie.

## Filmographie

### Cinéma
- 1979 : Charlie and the Talking Buzzard : Pete
- 1983 : Rusty James de Francis Ford Coppola : B. J. Jackson
- 1983 : L'Esprit d'équipe (All The Right Moves) de Michael Chapman : Brian
- 1984 : Footloose : Willard Hewitt
- 1984 : Attention délires ! (The Wild Life) : Tom Drake
- 1985 : Pale Rider, le cavalier solitaire (Pale Rider) de Clint Eastwood : Josh LaHood
- 1986 : Comme un chien enragé (At Close Range) : Tommy Whitewood
- 1987 : Made in USA : Tuck
- 1989 : Retour de la rivière Kwaï (Return from the River Kwai) : lieutenant Crawford
- 1989 : Best of the Best : Travis Brickley
- 1991 : Les Indomptés (Mobsters) : Tommy Reina
- 1991 : Future Kick : Bang
- 1992 : Reservoir Dogs de Quentin Tarantino : Eddie "Nice Guy" Cabot
- 1992 : Leather Jackets de Lee Drysdale : Big Steve
- 1993 : Best of the Best 2 : Travis Brickley
- 1993 : The Pickle : Gregory Stone
- 1993 : Seinfeld épisode pilote : Stage Hand
- 1993 : La Musique du hasard (The Music of Chance) : Floyd
- 1993 : True Romance de Tony Scott : Nicky Dimes
- 1993 : Beethoven 2 : Floyd
- 1993 : Short Cuts : Jerry Kaiser
- 1993 : Josh and S.A.M. de Billy Weber (en) : Derek Baxter
- 1994 : Imaginary Crimes : Jarvis
- 1995 : Sacred Cargo : Vince Kanevsky
- 1995 : North Star : La Légende de Ken le survivant : Jackal
- 1995 : Extravagances (To Wong Foo Thanks for Everything, Julie Newmar) de Beeban Kidron : le shérif Dollard
- 1995 : Under the Hula Moon : Turk Dickson
- 1996 : Cannes Man : caméo
- 1996 : Les Hommes de l'ombre (Mulholland Falls) : Arthur Relyea
- 1996 : Lonesome Dove : Les Jeunes Années (Dead Man's Walk) (série) : Charles Goodnight
- 1996 : Nos funérailles (The Funeral) : Chez Tempio
- 1997 : Papertrail : Jason Enola
- 1997 : Secrets d'ados (en) (The Boys Club) : Luke Cooper
- 1997 : Le Suspect idéal de Jonas et Josh Pate : l'inspecteur Phillip Braxton
- 1998 : Family Attraction : Father
- 1998 : Flagpole Special
- 1998 : Rush Hour : Clive Cobb
- 1998 : Pur et Dur (One Tough Cop) : Duke Finnerly
- 1999 : The Florentine : Bobby
- 2000 : Cement : Bill Holt
- 2000 : Kiss Kiss Bang Bang (Kiss Kiss (Bang Bang))  : Bubba
- 2000 : Bread and Roses de Ken Loach : lui-même
- 2001 : Corky Romano : Peter Romano
- 2001 : American Pie 2 de James B. Rogers : le père de Steven Stifler (coupé au montage)
- 2002 : Calculs meurtriers (Murder by Numbers) : Ray Feathers
- 2002 : Un flic en enfer : Tony Leggio
- 2002 : Harvard à tout prix (Stealing Harvard) : David Loach
- 2003 : Masked and Anonymous : Crew Guy #2
- 2003 : Shelter Island : le shérif Deluca
- 2004 : Starsky et Hutch : Manetti
- 2004 : Coup d'éclat (After the Sunset) : Rowdy
- 2005 : Everwood : Bill Hammond
- 2005 : Juarez: Stages of Fear
- 2006 : The Darwin Awards : Tom
- 2006 : King of Sorrow
- 2006 : Holly : Freddie
- 2008 : Aftermath : Tony Bricker

### Télévision
- 1982 : Magnum (Heal Thyself) : le soldat blessé au Viêt Nam (saison 3, épisode 12 : La Coupable)
- 1985 : North Beach and Rawhide : Dan Donnelly
- 1987 : Shelley Duvall's Faerie Tale Theatre (série) : Will Tussenbrook (épisode Rip Van Winkle)
- 1990 : L'Équipée du Poney Express (série) épisode Matched Pair : Brad
- 1995 : La Vie à tout prix (Chicago Hope) (série) (Life Support) : Kevin Fitzpatrick (saison 1 épisode 15 : Opération danger)
- 2002 : AFP: American Fighter Pilot : voix de narrateur dans la série
- 2003 : Les Experts : Miami (Grave Young Men) : Pete Wilton (saison 1, épisode 20 : Dernière cartouche)
- 2003 : The Brotherhood of Poland, New Hampshire : Waylon Shaw (1 épisode)
- 2003 : Will et Grace : Rudy (saison 6, épisode 10)
- 2005 : New York, section criminelle : Tommy Onerato (saison 4, épisode 15 : La Mort au menu)
- 2005 : Entourage : lui-même (Saison 2, épisode 4)

### Jeu vidéo
- 2004 : Grand Theft Auto: San Andreas : l'officier Eddie Pulaski.

### Clip vidéo
il apparait dans le clip de Jay-z, can i get a f... you.

## Récompenses et distinctions

### Récompenses
- 1993 : Volpi Cup du Meilleur Casting à la Mostra de Venise pour Short Cuts de Robert Altman
- 1994 : Award Spécial du Meilleur Casting aux Golden Globe Award pour Short Cuts de Robert Altman
- 1996 : Volpi Cup du Meilleur Acteur dans un Second Rôle à la Mostra de Venise pour Nos Funérailles d'Abel Ferrara

### Nominations
- 1996 : Meilleure performance masculine aux Genie Awards pour The Boys Club
- 1997 : Meilleure performance masculine aux Film Independent's Spirit Awards pour Nos Funérailles d'Abel Ferrara

## Voix françaises
| - Daniel Lafourcade dans : - Beethoven 2 - Under the Hula Moon - Extravagances - Corky Romano - Jacques Bouanich dans : - Les Hommes de l'ombre - Calculs meurtriers - Will et Grace (série télévisée) - José Luccioni dans : - Nos funérailles - Le Suspect idéal - Rush Hour | - Marc Alfos dans : - Best of the Best - Best of the Best 2 et aussi - Jean-Loup Horwitz dans Rusty James - Éric Baugin dans L'Esprit d'équipe - Patrick Poivey dans Retour de la rivière Kwaï - Éric Legrand dans Pale Rider, le cavalier solitaire - Franck Baugin dans Comme un chien enragé - Jean-François Vlérick dans Reservoir Dogs - Thierry Ragueneau dans True Romance - Richard Leblond dans Starsky et Hutch |